# Sassandrioides morettoi
Sassandrioides morettoi är en skalbaggsart som först beskrevs av Karl Adlbauer 2002.  Sassandrioides morettoi ingår i släktet Sassandrioides och familjen långhorningar. Inga underarter finns listade i Catalogue of Life.